# Libreria chimica
Una libreria chimica è una raccolta di composti chimici e dei dati loro riguardanti. Infatti per ciascun composto chimico raccolto sono catalogati dati quali la struttura molecolare, dati chimico-fisici, pericolosità, ecc.
Le librerie chimiche sono di solito specifiche per un determinato settore.